# ديفيد توماس (سياسي)
ديفيد توماس (بالإنجليزية: David Thomas)‏ هو قاضي وسياسي أمريكي، ولد في 11 يونيو 1762، وتوفي في 27 نوفمبر 1831 في الولايات المتحدة. انتخب أمين صندوق الدولة ‏ وانتخب عضو جمعية ولاية نيويورك وانتخب عضو مجلس النواب الأمريكي (4 مارس 1801 – 3 مارس 1803).